# Gmina zbiorowa Walkenried
Gmina zbiorowa Walkenried (niem. Samtgemeinde Walkenried) – dawna gmina zbiorowa położona w niemieckim kraju związkowym Dolna Saksonia, w powiecie Osterode am Harz. Siedziba gminy zbiorowej znajdowała się w miejscowości Walkenried. 1 listopada 2016 gmina zbiorowa została rozwiązana a jej gminy Wieda oraz Zorge przyłączono do miejscowości Walkenried, przez co stały się tym samym jej dzielnicami ale już w powiecie Getynga.

## Podział administracyjny
Do gminy zbiorowej Walkenried należały trzy gminy:
1. Walkenried
2. Wieda
3. Zorge